# Aracamby balneatorius
Aracamby balneatorius är en insektsart som beskrevs av De Mello 1993. Aracamby balneatorius ingår i släktet Aracamby och familjen syrsor. Inga underarter finns listade i Catalogue of Life.